# Giuseppe Gregorio Maria Solari
Giuseppe Gregorio Maria Solari (Chiavari, 12 marzo 1737 – Genova, 12 ottobre 1814) è stato uno scrittore italiano.

## Biografia
Nato il 12 marzo 1737 a Chiavari, nella Repubblica di Genova, da una famiglia aristocratica, nipote del vescovo giansenista di Noli Benedetto Solari, Giuseppe Gregorio Maria Solari si dedicò presto allo studio e alla vita religiosa entrando nella Congregazione delle Scuole Pie. Ordinato sacerdote nel 1761, insegnò in vari collegi in Liguria e Lombardia e fu poi dal 1773 segretario generale dell'ordine scolopio a Roma. Chiamato al Collegio dei Tolomei a Siena, dal 1775 vi insegnò matematica, ricevendo per la sua cultura gli elogi dell'allora granduca Leopoldo di Toscana. Per intervento di alcuni allievi, fu trasferito a Roma e fu nominato da Pio VI esaminatore e teologo dell'ordine degli Scolopi. Allo scoppio della rivoluzione francese e alla creazione della repubblica romana del 1798-1799, Solari ricoprì, senza abbandonare l'abito religioso, alcuni incarichi nel nuovo governo, anche in virtù della sua amicizia con l'archeologo Ennio Quirino Visconti. Alla caduta del governo giacobino, Solari fu arrestato e trasferito a Livorno: nelle carceri di questa città tradusse alcuni Salmi, utilizzando, in mancanza d'inchiostro, la ruggine delle grate. Riacquistata la libertà, tornò presso la sua famiglia a Chiavari, dove favorì la rinascita della Società Economica di Chiavari, di cui era stato promotore fin dal 1791.
Nel 1803 ottenne la cattedra di lingua e letteratura greca e latina all'Università di Genova. Quando l'imperatore Napoleone Bonaparte visitò Genova nel 1805, dopo l'annessione della Repubblica Ligure all'Impero francese, Solari compose un’ode latina in versi alcaici per celebrarne la venuta e l'azione politica: per questo ottenne la decorazione della Croce della Legione d'Onore. Nel 1809 fu escluso dall'insegnamento universitario. A partire dall'anno successivo iniziò a pubblicare le traduzioni di testi classici, che aveva preparato fin dagli anni in cui insegnava nei collegi scolopi: esse avevano già meritato il plauso di Vincenzo Monti, che aveva consultato Solari per la sua traduzione di Persio. Dal 1810 al 1814 Solari pubblicò, in particolare, traduzioni poetiche delle opere di Virgilio, Orazio e Ovidio; in esse si propose di tradurre i versi latini nello stesso numero di versi italiani, per agevolare al lettore la consultazione dei due testi a fronte. Se per le Odi oraziane Solari optò per elaborate traduzioni polimetriche, negli altri casi la scelta di tradurre ogni esametro latino con un endecasillabo italiano si scontrava con la differenza di lunghezza tra i due versi: ciò costrinse Solari a moltiplicare le elisioni e sacrificare epiteti e aggettivi, come egli stesso dichiarava nella Prefazione al primo volume di versioni da Virgilio. Queste traduzioni di classici valsero a Solari il plauso di alcuni contemporanei, tra cui i già citati Monti e Visconti, ma furono successivamente giudicate molto negativamente e valsero allo scrittore l'ingeneroso soprannome di «croficissore di Virgilio». Altre traduzioni di autori greci (Omero, Saffo, Callimaco) e latini (Persio, Giovenale, Stazio) rimangono tuttora manoscritte e inedite. 
Solari morì a Genova il 12 ottobre 1814 e fu compianto da diversi letterati genovesi, tra cui l'allievo Felice Romani che compose alcuni sonetti in difesa dell'amato maestro.

## Opere
- Giuseppe G.M. Solari, Le Bucoliche e le Georgiche, tradotte da Virgilio, Genova, 1810;
- Id., L'Eneide, Genova 1810, 2 voll.;
- Id., Le Poesie d'Orazio, Genova 1811, 2 voll.;
- Id., Le Metamorfosi di Ovidio, Genova 1814, 3 voll.
- Id., Alcuni Salmi e Cantici, Torino 1816.